# Simulium hispaniola
Simulium hispaniola är en tvåvingeart som beskrevs av Jean Charles Marie Grenier och Henri Bertrand 1954. Simulium hispaniola ingår i släktet Simulium och familjen knott. Inga underarter finns listade i Catalogue of Life.